# Форверк (Доња Саксонија)
Форверк (њем. Vorwerk) град је у њемачкој савезној држави Доња Саксонија. Једно је од 57 општинских средишта округа Ротенбург (Виме). Према процјени из 2010. у граду је живјело 1.083 становника. Посједује регионалну шифру (AGS) 3357052.

## Географски и демографски подаци
Форверк се налази у савезној држави Доња Саксонија у округу Ротенбург (Виме). Град се налази на надморској висини од 22 метра. Површина општине износи 21,6 km². У самом граду је, према процјени из 2010. године, живјело 1.083 становника. Просјечна густина становништва износи 50 становника/km².